# اس‌ام یوای
اس‌ام یوای (به انگلیسی: SM UA) یک زیردریایی است که طول آن ۴۶٫۷ متر (۱۵۳ فوت ۳ اینچ) می‌باشد. این زیردریایی در سال ۱۹۱۴ ساخته شد.